# Maria Ochorowicz-Monatowa
Maria Ochorowicz-Monatowa z domu Leszczyńska (ur. 1866, zm. we wrześniu 1925 w Zakopanem) – polska pisarka i redaktorka, głównie w dziedzinie kulinarnej.

## Życiorys
Urodziła się w 1866 jako Maria Leszczyńska. Od 1888 do 1899 była żoną Juliana Ochorowicza. Zajmowała się domem przy ul. Wilczej 44 w Warszawie. Jej pasją były kulinaria, a swoje przepisy publikowała w czasopiśmie „Bluszcz”. Po raz drugi była zamężna z Henrykiem Monatem. Działała w stowarzyszeniu „Strzecha”. Redagowała warszawski dwutygodnik „Świat Kobiecy”. Tworzyła też artykuły na temat prowadzenia gospodarstwa domowego, publikowane w pismach krakowskich. Zmarła we wrześniu 1925 w Zakopanem.

## Publikacje
- Uniwersalna książka kucharska (1910, 1913, 1926)[5][1]
- Gospodarstwo kobiece w mieście i na wsi (1914)[6]